# 45e cérémonie des Filmfare Awards
La 45e cérémonie des Filmfare Awards s'est déroulée le 13 février 2000 à Bombay en Inde.

## Palmarès

### Récompenses populaires
| Catégorie                                    | Lauréat |
| -------------------------------------------- | --- |
| Meilleur film                                | Hum Dil De Chuke Sanam - produit et réalisé par Sanjay Leela Bhansali - avec Salman Khan, Ajay Devgan et Aishwarya Rai |
| Meilleur réalisateur                         | Sanjay Leela Bhansali (Hum Dil De Chuke Sanam)                                                                         |
| Meilleur acteur                              | Sanjay Dutt (Vaastav)                                                                                                  |
| Meilleure actrice                            | Aishwarya Rai (Hum Dil De Chuke Sanam)                                                                                 |
| Meilleur acteur dans un second rôle          | Anil Kapoor (Taal) |
| Meilleure actrice dans un second rôle        | Sushmita Sen (Biwi No. 1)                                                                                              |
| Meilleure prestation dans un rôle comique    | Govinda (Haseena Maan Jaayegi)                                                                                         |
| Meilleure prestation dans un rôle de méchant | Ashutosh Rana (Sangharsh)                                                                                              |
| Meilleur espoir masculin                     | Rahul Khanna (Earth)                                                                                                   |
| Meilleur espoir féminin                      | Nandita Das (Earth) |
| Meilleur compositeur                         | A.R. Rahman (Taal) |
| Meilleur parolier                            | Anand Bakshi, pour la chanson « Ishq Bina » (Taal)                                                                     |
| Meilleur chanteur de play-back               | Udit Narayan, pour la chanson « Chand Chupa » (Hum Dil De Chuke Sanam)                                                 |
| Meilleure chanteuse de play-back             | Alka Yagnik, pour la chanson « Taal Se Taal Mila » (Taal)                                                              |

### Récompenses spéciales
- Filmfare d'honneur pour l'ensemble d'une carrière : Vinod Khanna et Hema Malini
- Superstar du millénaire : Amitabh Bachchan
- Nouveau talent musical (récompense « RD Burman ») : Ismail Darbar (Hum Dil De Chuke Sanam)

### Récompenses des critiques
| Catégorie         | Lauréat                          |
| ----------------- | -------------------------------- |
| Meilleur film     | Sarfarosh de John Mathew Matthan |
| Meilleur acteur   | Manoj Bajpai (Shool)             |
| Meilleure actrice | Tabu (Hu Tu Tu)                  |

### Récompenses techniques
| Catégorie                          | Lauréat                                               |
| ---------------------------------- | ----------------------------------------------------- |
| Meilleure histoire                 | Vinay Shukla (Godmother)                              |
| Meilleur scénario                  | John Mathew Matthan (Sarfarosh)                       |
| Meilleurs dialogues                | Hriday Lani et Pathik Vats (Sarfarosh)                |
| Meilleure photographie             | Kabir Lal (Taal)                                      |
| Meilleure direction artistique     | -                                                     |
| Meilleure chorégraphie             | Saroj Khan pour « Nimbooda » (Hum Dil De Chuke Sanam) |
| Meilleur son                       | Rakesh Ranjan (Taal)                                  |
| Meilleur montage                   | Jeethu Mandal (Sarfarosh)                             |
| Meilleures cascades                | Tinnu Verma (Arjun Pandit)                            |
| Meilleure musique d'accompagnement | Anjan Biswas (Hum Dil De Chuke Sanam)                 |

## Les propositions de récompenses
- Meilleur film : Biwi No. 1 ~ Hum Dil De Chuke Sanam ~ Sarfarosh ~ Taal ~ Vaastav
- Meilleur réalisateur : Sanjay Leela Bhansali (Hum Dil De Chuke Sanam) ~ John Mathew Matthan (Sarfarosh)
- Meilleur acteur : Ajay Devgan (Hum Dil De Chuke Sanam) ~ Salman Khan (Hum Dil De Chuke Sanam) ~ Aamir Khan (Sarfarosh) ~ Sanjay Dutt (Vaastav)
- Meilleure prestation dans un rôle comique : Shahrukh Khan (Baadshah) ~ Salman Khan (Biwi No. 1) ~ Govinda (Haseena Maan Jaayegi)